# Monaster Leszok

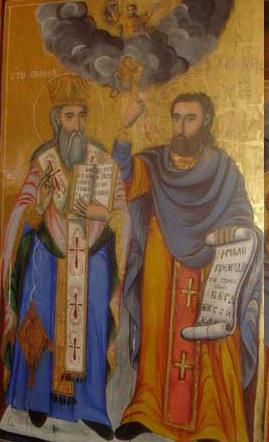
XIX-wieczna ikona świętych Cyryla i Metodego z monasteru

Monaster Leszok, także Monaster Leszocki - prawosławny męski klasztor we wsi o tej samej nazwie, 12 km na północ od Tetowa, w jurysdykcji eparchii tetowsko-gostiwarskiej Macedońskiego Kościoła Prawosławnego.
Nazwa klasztoru pochodzi od wsi, w której się znajduje, natomiast patronem obiektu jest św. Atanazy. W latach 1817–1845 przełożonym wspólnoty był Cyryl Pejczinowicz, który odnowił klasztor ze zniszczeń i uczynił z niego jeden z ośrodków odrodzenia narodowego Słowian macedońskich.

## Historia
Monaster został wzniesiony w średniowieczu, najprawdopodobniej jego fundatorem był car bułgarski Piotr I. Brakuje jednak informacji o jego funkcjonowaniu w kolejnych stuleciach. Przed 1335 w kompleksie klasztornym wzniesiona została cerkiew św. Atanazego, zbudowana z inicjatywy hieromnicha Antoniego, późniejszego biskupa Dolnego Połogu. W latach 1641–1646 na miejscu średniowiecznej głównej cerkwi monasterskiej wzniesiono nową, nadal istniała natomiast XIV-wieczna cerkiew Matki Bożej. Około 1698 monaster poważnie podupadł, być może został całkowicie opuszczony, wskutek tureckich prześladowań miejscowej prawosławnej ludności słowiańskiej. Według niektórych źródeł w końcu XVIII w. istniał nadal i funkcjonowała przy nim szkoła podstawowa.
W 1817 zgodę władz tureckich na odnowienie podupadłego monasteru uzyskał mnich Cyryl Pejczinowicz, który doprowadził do ponownego utworzenia wspólnoty mniszej i uczynił z klasztoru znaczący ośrodek kulturalny i oświatowy, ze szkołą słowiańską i biblioteką. Po 1872 monaster uznał zwierzchność Egzarchatu Bułgarskiego i siedem lat później został odremontowany, w szczególności odnowiono freski we wnętrzu cerkwi.
W 2001 monaster Leszok został zniszczony przez albańskich ekstremistów podczas walk w rejonie Tetowa. W ciągu kolejnych czterech lat, przy pomocy Unii Europejskiej, został odbudowany, zaś w 2007 ponownie poświęcony przez arcybiskupa ochrydzkiego i macedońskiego Stefana w asyście innych hierarchów Macedońskiego Kościoła Prawosławnego.